# Sepik-Waran
Der Sepik-Waran (Varanus jobiensis) ist eine nur wenig erforschte Echse aus Neuguinea. Er bewohnt den Tiefland-Regenwald der Insel und ernährt sich vorrangig von Insekten.

## Merkmale
Der Sepik-Waran ist ein mittelgroßer, recht schlanker Waran, mit einem auffallend kantigen Kopf, großen Augen und einem langen Hals. Der seitlich abgeflachte, nicht greiffähige Schwanz weist den Sepik-Waran innerhalb der Untergattung Euprepiosaurus als Mitglied der Varanus indicus-Gruppe aus. Die Art erreicht eine Länge von maximal etwa 1,2 m, der Schwanz ist 1,48–1,83 mal so lang wie Kopf und Rumpf zusammen.
Die Körperoberseite ist dunkel-oliv bis schwarz, mit zahlreichen kleinen, hellen Flecken. Diese sind mehr oder weniger deutlich als Querbänder angeordnet. Der Schwanz is blau-türkis gebändert. Die Kopfoberseite ist schiefergrau, oft leicht blau getönt; ihr fehlt jegliche Zeichnung. Die Zunge ist rosa. Die Körperunterseite ist weißlich, bis auf die auffallend rosa, rötlich oder orange gezeichnete Kehle. Die Beine sind dunkeloliv, und leicht blau bis grün gesprenkelt. Diese Sprenkelungen treten auf den Hinterbeinen intensiver vor. Die Zeichnung der Jungtiere ist intensiver als die der Alttiere, und die Punkt-Bänder auf dem Rücken sind weiter voneinander entfernt.
Verglichen mit verwandten Arten hat der Sepik-Waran sehr kleine Schuppen. Er besitzt 164–201 Schuppenreihen um die Körpermitte, zwischen Hinterkopf und Hinterbeinen befinden sich 163–196 Schuppenreihen.

## Verbreitung und Lebensraum
Der Sepik-Waran bewohnt Neuguinea und die vorgelagerten Inseln Yapen, Biak, Salawati und Weigeo. Die bisherigen Nachweise dieser Art lassen vermuten, dass der Sepik-Waran in weiten Teilen des neuguineischen Flachlandes verbreitet ist; er wurde bis in 900 m Meereshöhe gefunden. Er bewohnt Regen- und Auenwald und bevorzugt Gebiete mit dichter Vegetation; Mangrovenwälder werden gemieden.

## Lebensweise
Wie alle Warane ist der Sepik-Waran ein tagaktiver Einzelgänger. Er ist meist am Boden aktiv und flüchtet bei Störungen auf Bäume. Oft wird die Art beobachtet, wie sie an Baumstämmen gekrallt ihre auffällig gefärbte Kehle aufbläht und den Kopf hebt. Im recht einfarbigen Flachland-Regenwald könnte dies ein Mittel zur inner- oder zwischenartlichen Kommunikation sein. Aufgrund des gleichmäßigen Klimas ist die Art das ganze Jahr über aktiv.
In Westneuguinea wurden Sepik-Warane oft dabei beobachtet, wie sie nahezu ausgetrocknete Bachufer abliefen, und leicht zu fangende kleine Fische oder Krebse erjagten. Bei der Untersuchung der Mageninhalte von sechs konservierten Museumsexemplaren hingegen machten Insekten wie Schaben, Heuschrecken, Schnabelkerfe, Käfer, Bienen und Schmetterlinge nahezu drei Viertel der Beuteobjekte aus. Daneben wurden auch Vogelspinnen, Frösche und Reptilieneier als Mageninhalte identifiziert. In Gefangenschaft gehaltene Sepik-Warane nehmen Insekten, Kücken, Mäuse, Frösche, kleine Echsen und Fisch an.
Zur Fortpflanzung in der Natur ist nichts bekannt. In Gefangenschaft glückte die Nachzucht mehrmals.

## Systematik
Die Erstbeschreibung erfolgte 1932 durch den deutschen Zoologen Ernst Ahl (1898–1943). Ahl beschrieb die Art als Varanus indicus jobiensis, also als Unterart des Pazifikwarans. In seiner klassischen Monographie der Warane von 1942 erklärte deutsche Herpetologe Robert Mertens (1894–1975) die Unterart jobiensis als ungültig und der Nominatform V. i. indicus gleich. 1991 wiederum bewies der deutsche Zoologe Wolfgang Böhme, dass der Sepik-Waran eine eigenständige Art darstellt. Der Name V. karlschmidti ist ein Synonym von V. jobiensis; diese Art wurde 1951 von Mertens anhand eines Belegexemplares beschrieben, welches tatsächlich ein V. jobiensis ist. Der ältere Name jobiensis genießt Priorität. Laut Analysen mitochondrialer DNA und der Hemipenismorphologie wird Varanus jobiensis der Untergattung Euprepiosaurus innerhalb von Varanus zugeordnet; dort gehört er zur Varanus indicus-Gruppe.

## Gefährdung
Von den Einheimischen wird die Art mit Schlingenfallen bejagt und gegessen, gelegentlich erbeuten professionelle Jäger auch lebende Exemplare für den internationalen Heimtierhandel. Die CITES-Behörden genehmigten zwischen 1975 und 2005 den Export von 5538 lebenden Exemplaren zu diesem Zweck. Die Dunkelziffer könnte höher liegen. In der Zukunft könnte auch die Rodung des Regenwaldes die Art gefährden. Aktuell wird die Art jedoch als nicht gefährdet eingestuft, da sich der Druck durch Jagd in Grenzen hält, und Schutzmaßnahmen scheinen noch unnötig.